# 20006 Albertus Magnus
20006 Albertus Magnus (1991 GH11) là một tiểu hành tinh vành đai chính được phát hiện ngày 11 tháng 4 năm 1991 bởi F. Borngen ở Tautenburg.